# Солино
«Солино» (нем. Solino) — итало-немецкий кинофильм, снятый режиссёром Фатихом Акином в 2002 году. Лента номинировалась на премию Deutscher Filmpreis за лучший художественный фильм.

## Сюжет
Фильм рассказывает историю итальянской семьи, эмигрировавшей в Германию в 1960-х годах. Отец семьи Романо решает открыть пиццерию, которую они вместе с женой Розой называют «Солино», в честь деревни в итальянской провинции Абруццо, откуда они родом. По мере расширения семейного бизнеса их сыновья Джиджи и Джанкарло начинают там работать. Между отцом и сыновьями нарастает напряжение, что в итоге приводит к тому, что братья съезжают из родительского дома.
Джанкарло и Джиджи переезжают в квартиру, которую они делят с подругой детства Йоханной. У Джиджи и Йоханны начинается роман, что не нравится Джанкарло. Тем временем, отношения родителей тоже обостряются, после чего Роза переезжает к сыновьям. Конфронтация между братьями усиливается, когда Розе по состоянию здоровья нужно надолго вернуться в Италию. С ней должен поехать кто-то из сыновей, но никто из них не хочет уезжать, поскольку в этом случае Йоханна останется с другим.

## В ролях
- Мориц Бляйбтрой — Джанкарло Амато
- Барнаби Мечурат — Джиджи Амато
- Джиджи Савойя — Романо Амато
- Антонелла Аттили — Роза Амато
- Тициана Лодато — Ада
- Патрисия Цолковска — Йоханна
- Никола Кутриньелли — Джиджи в детстве
- Микеле Раньери — Джанкарло в детстве
- Винсент Скьявелли — режиссёр Бальди